# Centro (Santa Maria)
Centro (pronunciación portuguesa: [s'ëtru], ‘centro’) es un barrio del distrito de Sede, en el municipio de Santa Maria, en el estado brasileño de Río Grande del Sur. Es el centro económico de Santa Maria.

## Villas
El barrio contiene las siguientes villas: Astrogildo de Azevedo A, Astrogildo de Azevedo B, Centro, Parque Centenário, Parque Itaimbé, Rizzato Irmãos, Vila Belga, Vila Crispim Pereira, Vila Felipe de Oliveira, Vila José Azenha, Vila José Moraes, Vila Major Duarte, Vila Zulmira.

## Galería de fotos

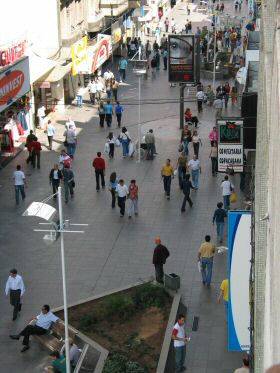
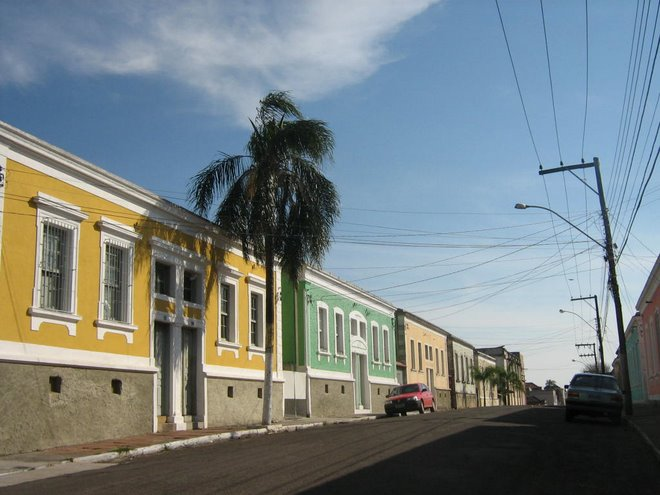
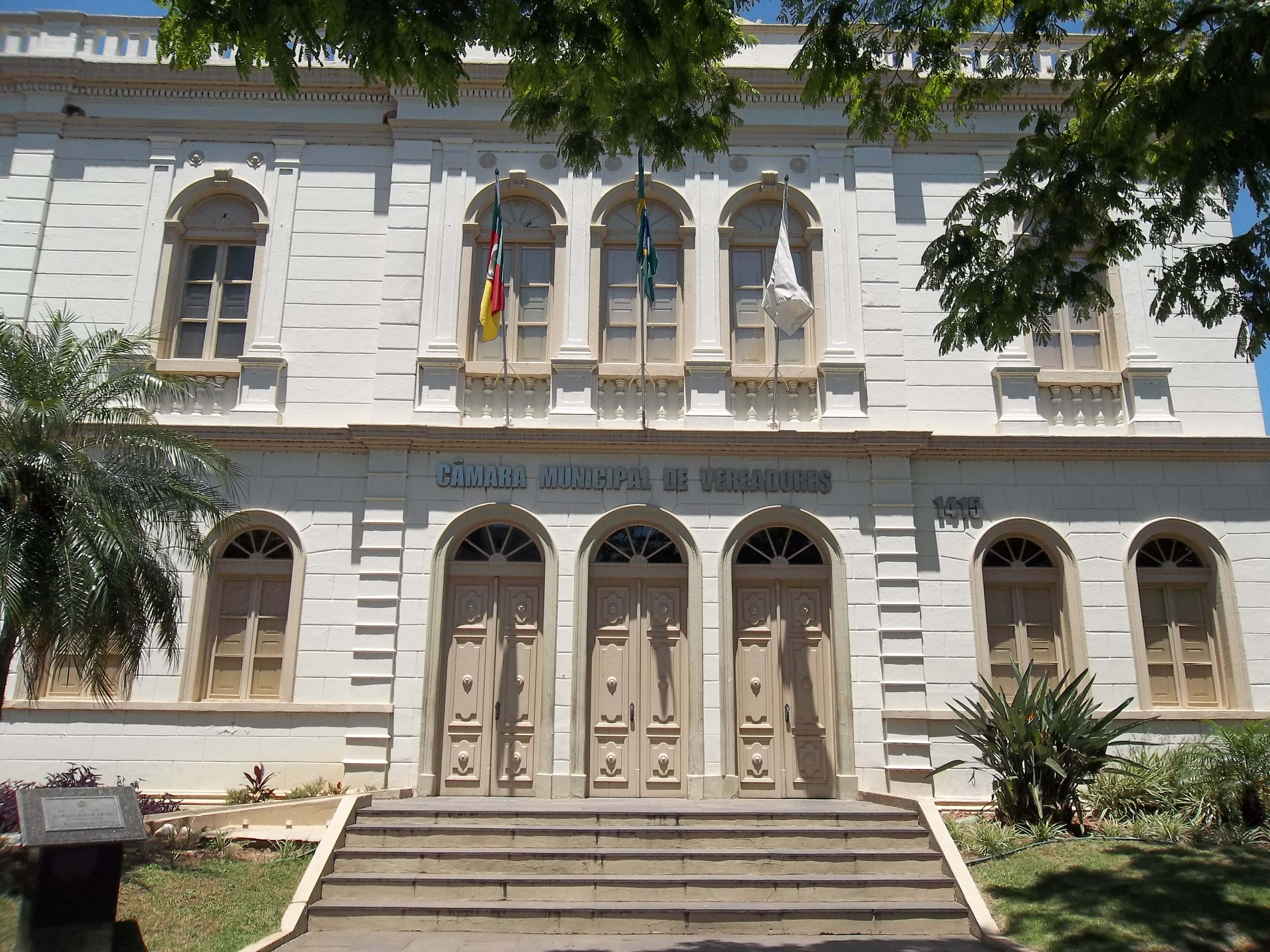
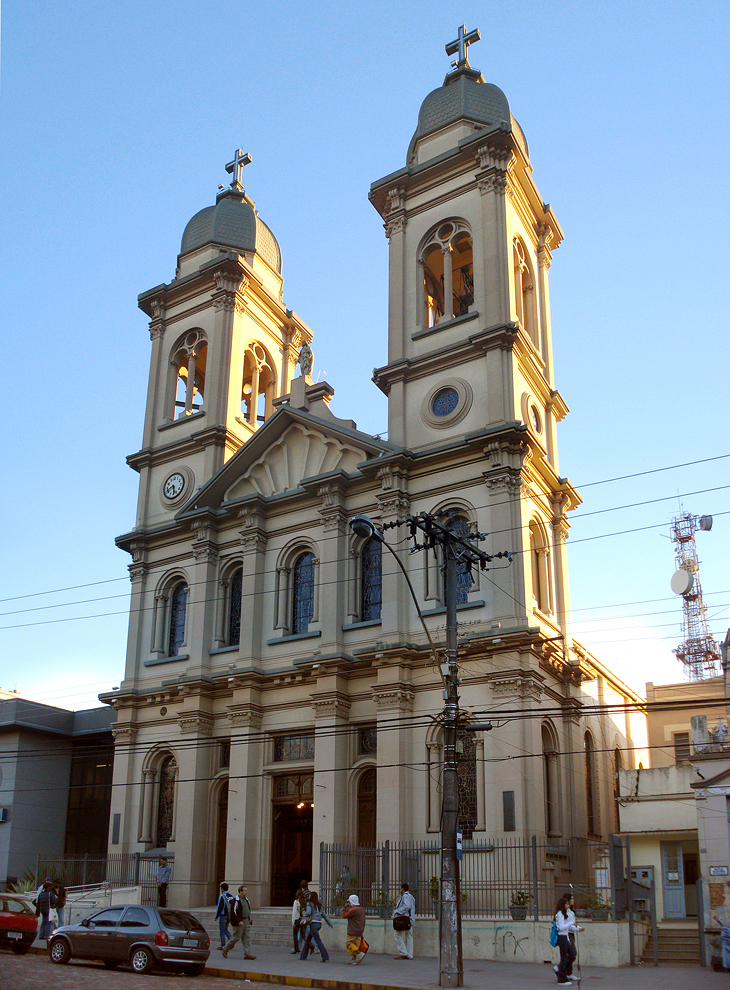
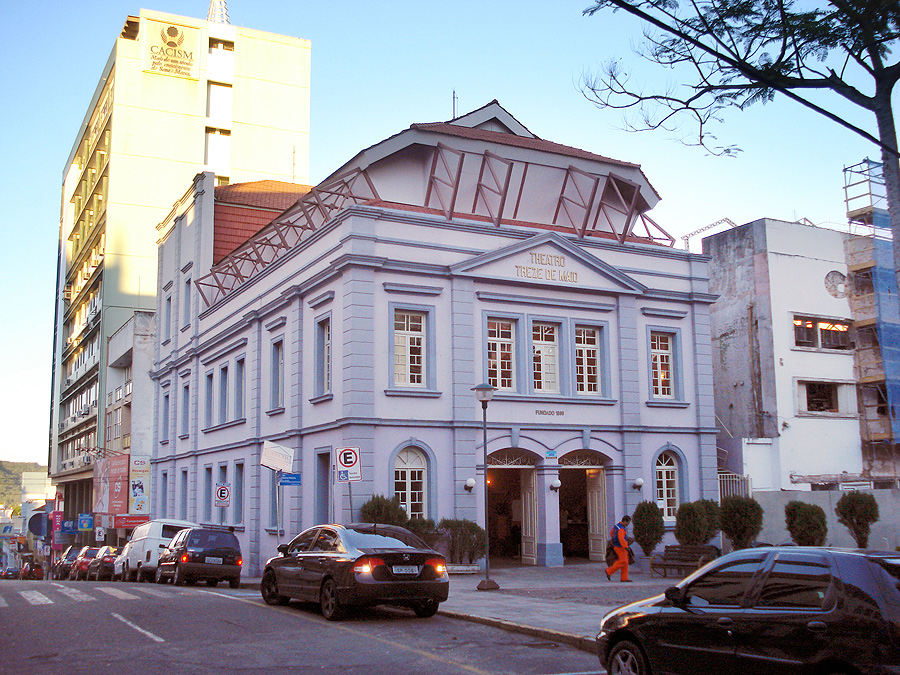
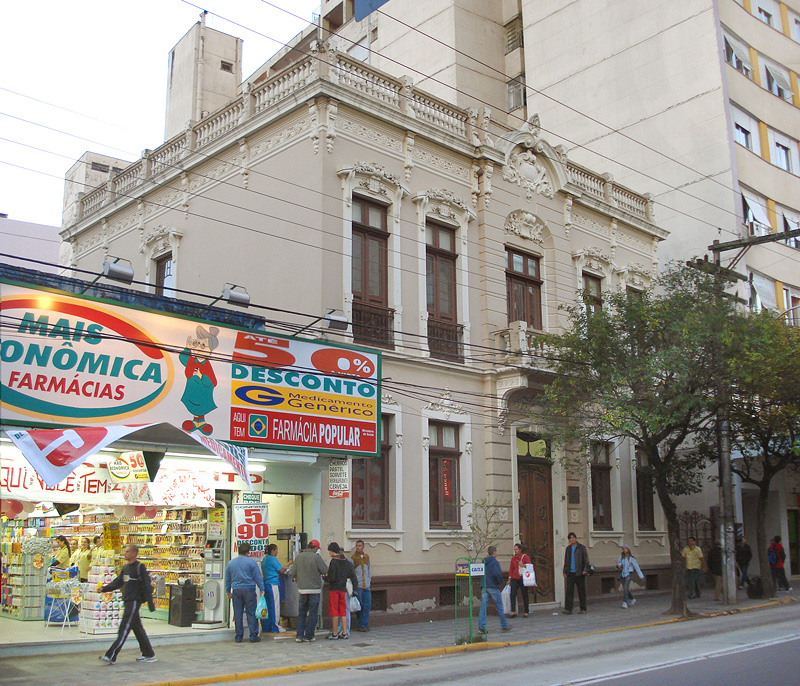
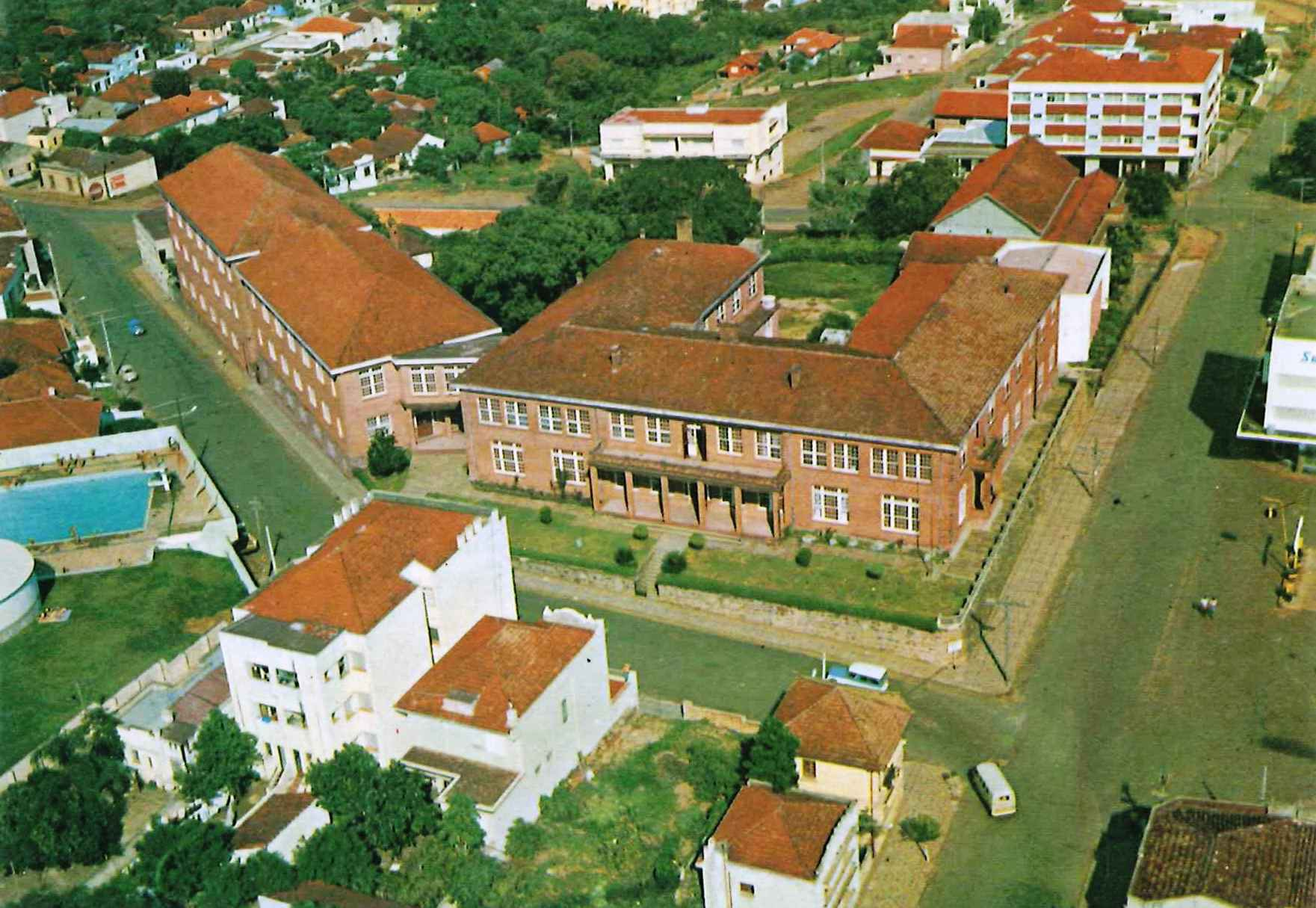
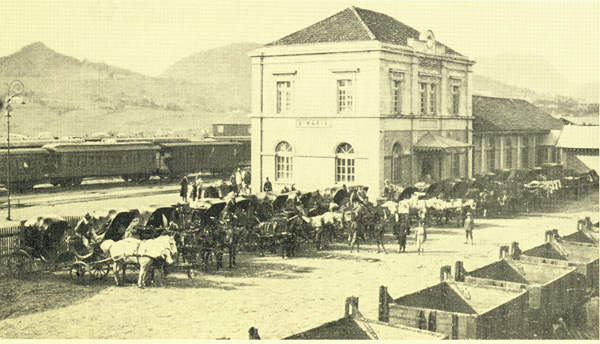
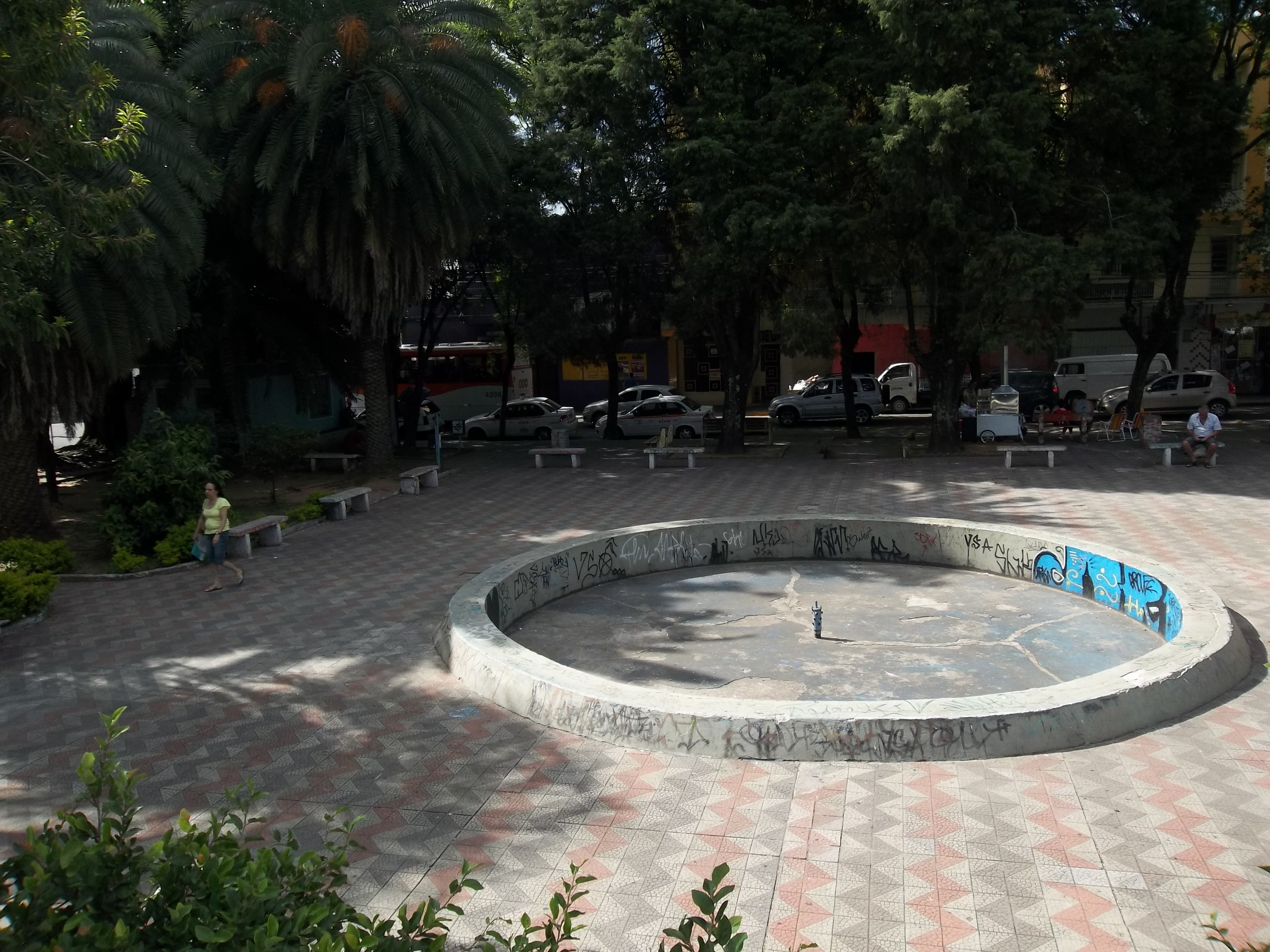

| Noroeste: Nossa Senhora do Rosário    | Norte: Nossa Senhora do Perpétuo Socorro | Nordeste: Itararé                |
| Oeste: Bonfim Nossa Senhora de Fátima |                                          | Este: Menino Jesus               |
| Suroeste: Nossa Senhora Medianeira    | Sur: Nonoai / Nossa Senhora de Lourdes   | Sureste: Nossa Senhora das Dores |